# 費爾維尤 (加利福尼亞州)
費爾維尤（英語：Fairview）是位於美國加利福尼亞州阿拉米達縣的一個人口普查指定地區。

## 地理
費爾維尤的座標為37°40′43″N 122°02′45″W / 37.67861°N 122.04583°W，而該地最高點為海拔高度182米（即597英尺）。

## 人口
根據2010年美國人口普查的數據，費爾維尤的面積為7.223平方千米，當中陸地面積為7.161平方千米，而水域面積為0.062平方千米。當地共有人口10003人，而人口密度為每平方千米1,384人。